# Rubis SCA
Rubis SCA ist ein französisches Unternehmen auf dem Gebiet der Öl- und Chemielogistik. Rubis unterhält Terminals zur Zwischenlagerung von flüssigen Produkten und bietet Logistikdienstleistungen für verschiedene Raffinerieprodukte entlang des Downstreamings an. In den Tanklagern Rubis′ werden zu 79 % Erdölprodukte gelagert, 9 % machen weitere Chemieprodukte aus, 7 % Düngemittel und 5 % Speiseöle und Melasse. Das Unternehmen ist mit dem Stand vom Juli 2019 Teil der Aktienindizes CAC Mid 60 und Next 150.

## Geschichte
Das Unternehmen wurde 1990 durch Gilles Gobin als Rubis Investment & Cie. gegründet und fusionierte 1992 mit der Investmentgesellschaft Penhoët. Im April 1993 übernahm Rubis die Compagnie Parisienne des Asphaltes (CPA). Der Betreiber von Tanklagern wurde später in Rubis Terminal umbenannt. Im Jahr darauf, 1994, kaufte man Vitogaz, einen Händler von Propan- und Butan-Flüssiggas. Seit 1995 werden Aktien von Rubis an der Pariser Börse gehandelt.
Das Unternehmen betreibt eigene Tankstellen unter den Namen Rubis und Vito.